# خوسيه مارتي غوميز
خوسيه مارتي غوميز (بالإسبانية: José Martí Gómez)‏ هو صحفي إسباني، ولد في 1937 في موريلا في إسبانيا.

## وصلات خارجية
- خوسيه مارتي غوميز على موقع IMDb (الإنجليزية)